# Không tặc

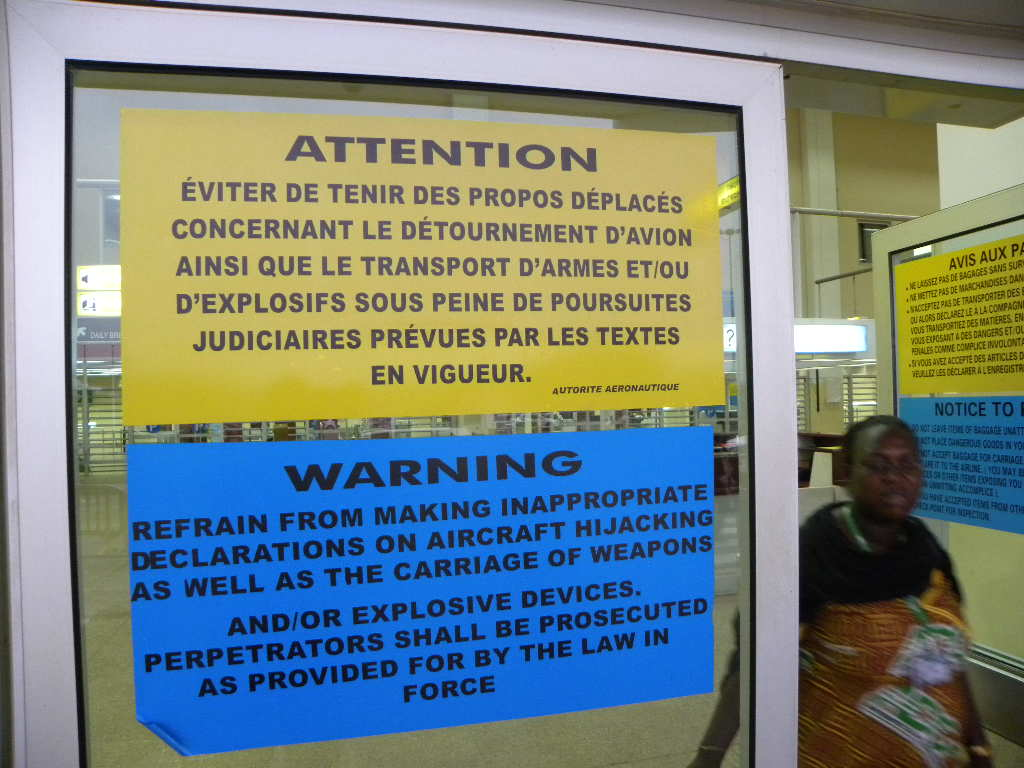
Áp phích cảnh báo trong một sân bay Trung Phi, bằng Tiếng Pháp và Tiếng Anh. Tháng 6 năm 2012

Không tặc (còn được biết đến như là cướp trên không) là quá trình cướp máy bay được thực hiện bởi một cá nhân hay một nhóm người. Trong đa số các trường hợp, phi công bị bắt phải bay theo hướng dẫn của tên không tặc. Tuỳ lúc, có những tên không tặc tự điều khiển máy bay như Vụ tấn công khủng bố 11 tháng 9 năm 2001.